# Josef Hegger
Josef Hegger (* 31. Oktober 1954 in Tönisvorst) ist ein deutscher Bauingenieur und war Universitätsprofessor an der RWTH Aachen.

## Leben

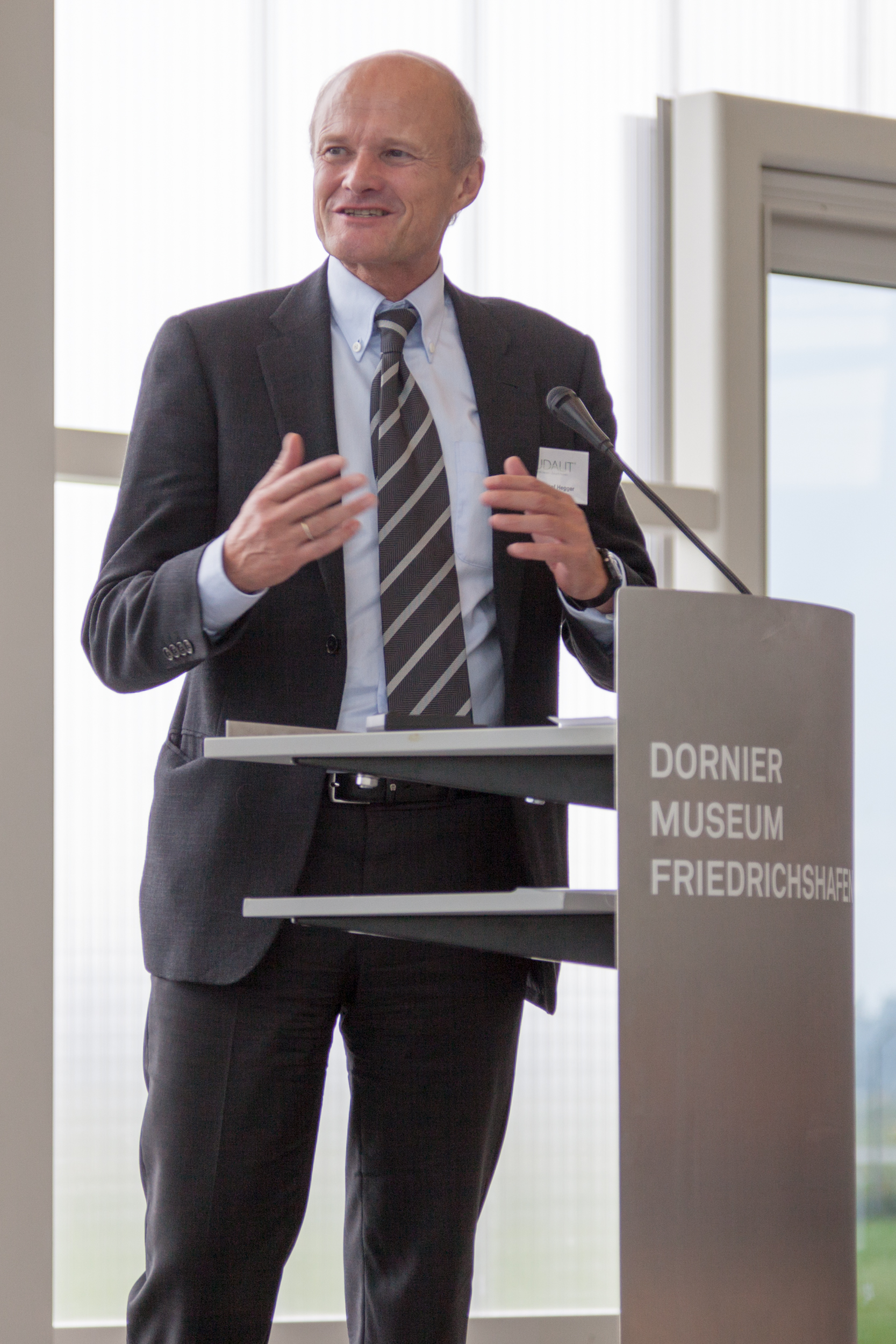
Josef Hegger, Professor an der RWTH Aachen

Nach dem Abitur am staatlichen Gymnasium Thomaeum in Kempen studierte Josef Hegger von 1973 bis 1979 Bauingenieurwesen, Fachrichtung Konstruktiver Ingenieurbau, an der  Rheinisch-Westfälischen Technischen Hochschule Aachen. Danach begann er seine wissenschaftliche Laufbahn als Assistent bei Karl Kordina am Lehrstuhl für Massivbau und am Institut für Baustoffe, Massivbau und Brandschutz der Technischen Hochschule Braunschweig. Im Jahr 1984 wurde er mit der Dissertation „Einfluss der Verbundart auf die Grenztragfähigkeit von Spannbetonbalken“ promoviert.
1985 wechselte Hegger in die Bauindustrie. Als Bau- und Projektleiter bei der Philipp Holzmann AG wirkte er unter anderem beim Bau zweier Hochhäuser mit: Im 186 m hohen Trianon-Hochhaus wurde erstmals in Deutschland hochfester Beton der Festigkeitsklasse B 85 (nach damaliger Bezeichnungsart) eingesetzt. Im 115 m hohen Japan-Center am Frankfurter Taunustor wurde für die tragende Fassade ein hochfester Beton der Festigkeitsklasse B 105 mit Polypropylenfasern verwendet.
1993 erhielt Hegger den Ruf auf den Lehrstuhl für Massivbau an der Rheinisch-Westfälischen Technischen Hochschule Aachen, 1994 gründete er sein Ingenieurbüro Hegger und Partner; ebenfalls seit 1994 ist er als Prüfingenieur für Bautechnik tätig. 1997 wurde er Sachverständiger des Eisenbahn-Bundesamtes.
Josef Hegger ist verheiratet und hat eine Tochter.

## Forschung
Seit mehr als 20 Jahren ist Hegger als Wissenschaftler tätig. Seine Forschungsaktivitäten umfassen das Trag- und Verformungsverhalten von Stahlbeton-, Spannbeton- und Verbundkonstruktionen sowie Textilbetonbauteilen. Dabei untersucht er sowohl grundlagen- als auch anwendungsorientierte Fragestellungen. Neben der Weiter- und Neuentwicklung von Bau- und Verbundwerkstoffen (Hochleistungsbeton, Textilbewehrter Beton) beschäftigt er sich auch mit integralen Konstruktionen und nachhaltigen Gebäudekonzepten, die eine interdisziplinäre Zusammenarbeit erfordern.
Ab Mitte der 1990er Jahre kombinierte Hegger Beton mit den aus den Faserverbundkunststoffen bekannten technischen Textilien. So entstand der mittlerweile etablierte neue Verbundwerkstoff „Textilbewehrter Beton“. Erste erfolgreiche Forschungsergebnisse mündeten in den Sonderforschungsbereich 532: Textilbewehrter Beton – Grundlagen für die Entwicklung einer neuartigen Technologie, dessen Sprecher er von 1999 bis 2014 war. Hegger hat so die Entwicklung des innovativen Werkstoffs Textilbewehrter Beton von den Grundlagen bis zur Anwendung maßgeblich geprägt. Zahlreiche Anwendungen für Fassadensysteme, Fußgängerbrücken, Verstärkung von Bauwerken belegen eindrucksvoll die Leistungsfähigkeit des neu entwickelten Werkstoffs, dessen Bedeutung für die gebaute Infrastruktur in der Zukunft sowohl für den Neubau als auch das Bauen im Bestand stark zunehmen wird.
Neben dem SFB bearbeitet Hegger eine Vielzahl weiterer DFG-Projekte aus dem Konstruktiven Ingenieurbau. Forschungsthemen sind Tragkonstruktionen aus Ultrahochfestem Beton, Schalentragwerke aus Faserbeton und in Sandwichbauweise, Origami-Faltwerke, Durchstanz- und Querkrafttragfähigkeit, Verbundkonstruktionen aus hochfestem Stahl und Beton sowie Ermüdung, Tragfähigkeit und Verstärken von Spannbetonbrücken. Zusätzlich zu den DFG-Vorhaben führt er zahlreiche Forschungsprojekte aus öffentlichen Mitteln der AiF, des BMBF, der EU, der Bundesanstalt für Straßenwesen und des Deutschen Institut für Bautechnik durch. Trotz der großen Breite der Projektthemen stand immer im Vordergrund, die Erkenntnisse aus der Grundlagenforschung in die Anwendung zu überführen.
Die breitgefächerten Forschungsarbeiten fanden Niederschlag in mehr als 400 Beiträgen in nationalen und internationalen Fachzeitschriften und Konferenzbänden. Heggers aktive Mitarbeit in vielen nationalen und internationalen Gremien und Normenausschüssen hat dazu geführt, dass sich zahlreiche seiner gewonnenen Erkenntnisse in Baunormen und Regelwerken wiederfinden.
Heggers Anerkennung als Wissenschaftler spiegelt sich auch in der zweimaligen Wahl zum DFG-Fachkollegiaten (2004–2012) und die Aufnahme in die Nordrhein-Westfälische Akademie der Wissenschaften (2005) wider.

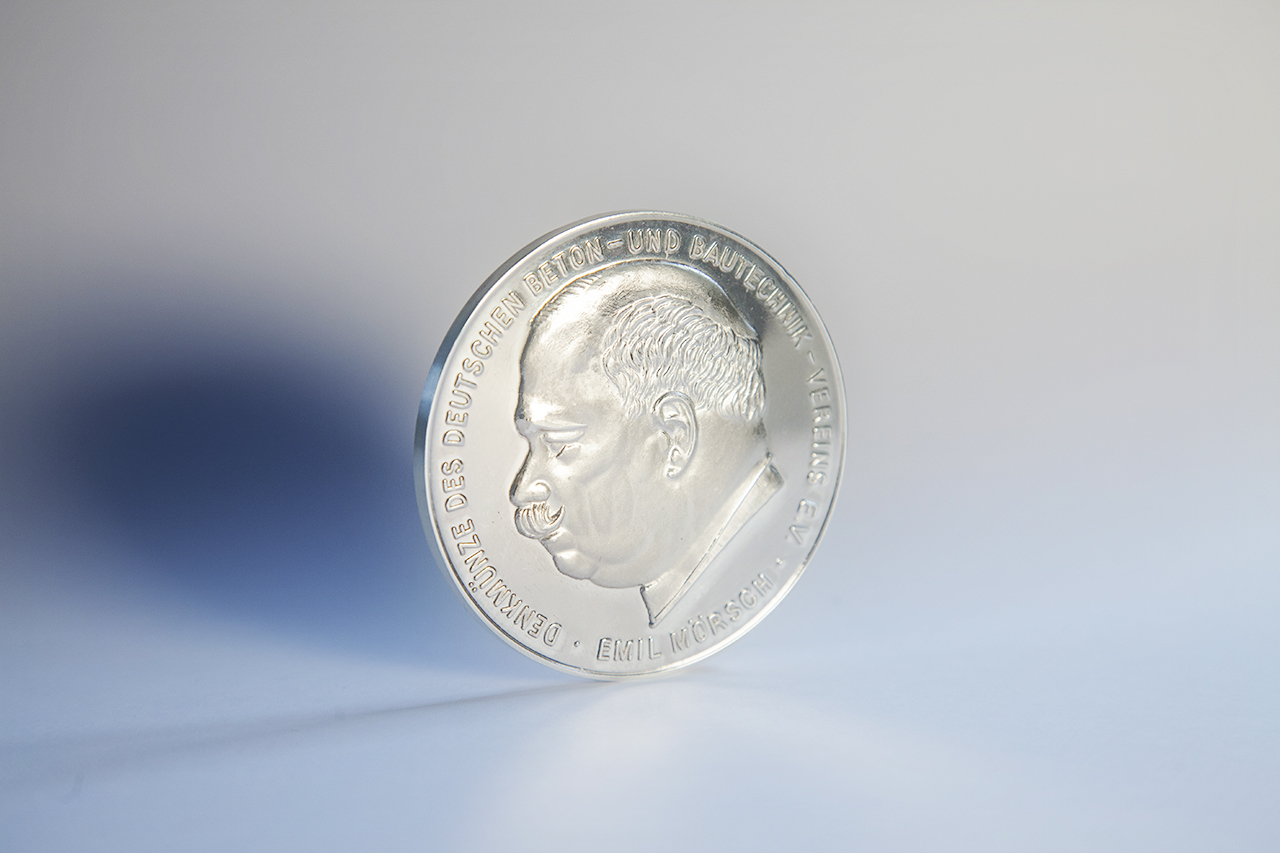
Emil-Mörsch-Denkmünze

Im Jahr 2009 wurde Hegger aufgrund seiner hervorragenden wissenschaftlichen Leistungen im Konstruktiven Ingenieurbau und der praktischen Ingenieurerfahrung zum Obmann des Deutschen Normenausschuss zur Bemessung und Konstruktion von Stahlbeton und Spannbeton ernannt. In dieser Funktion ist er gleichzeitig gewählter deutscher Vertreter im 25-köpfigen europäischen Normungsgremium „Eurocode – Design of Concrete Structures“. Außerdem ist er Obmann der europäischen Task Group „Shear, Punching, Torsion – Ultimate Limit Design“, einem Schwerpunkt seiner Forschungstätigkeit. Darüber hinaus ist er aktives Mitglied in der International Federation for Structural Concrete. In zwei Arbeitsgruppen bringt Hegger seine aktuellen Forschungsergebnisse zur Bemessung für Querkraft, Durchstanzen und Torsion von Stahlbeton und Spannbeton ein.
Seit Juli 2020 ist Hegger stellvertretender Sprecher des SFB/TRR 280 „Konstruktionsstrategien für materialminimierte Carbonbetonstrukturen – Grundlagen für eine neue Art zu bauen“. Der durch die Deutsche Forschungsgemeinschaft geförderte Sonderforschungsbereich setzt sich mit der aktuellen Thematik einer ressourcenschonenden und CO2-armen Bauweise auseinander. Ein interdisziplinäres Forschungsteam aus Wissenschaftlern der RWTH Aachen, TU Dresden und des IPF Dresden, entwickeln neue und nachhaltige Konstruktionsmethoden für Carbonbeton.
Auf dem Bautechniktag 2021 wurde Hegger mit der Emil-Mörsch-Denkmünze durch den Deutschen Beton- und Bautechnik-Verein E. V. ausgezeichnet.
Die Fakultät für Bauingenieurwesen der Technischen Universität Dresden verlieh Hegger am 15. September 2023 für seine Forschungsleistungen und sein Engagement in der Normung im Bereich Massivbau die Ehrendoktorwürde (Dr.-Ing. E. h.)
Am 28. Juni 2024 erhielt er aus der Hand der NRW-Wirtschaftsministerin Mona Neubaur den Verdienstorden der Bundesrepublik Deutschland in der Stufe Bundesverdienstkreuz I. Klasse.

## Mitgliedschaften
Von 2004 bis 2012 war Hegger gewählter Fachkollegiat der Deutschen Forschungsgemeinschaft (DFG) im Fachkollegium „Bauwesen und Architektur“, von 2014 bis 2017 Mitglied des Senats und des Hauptausschusses der Deutschen Forschungsgemeinschaft. Er war von 1997 bis 2008 Obmann des Normenausschusses Bauausführung von Betonbauwerken (DIN 1045-3). Aktuell (Stand: 2018) ist er Obmann des DIN-Ausschusses „Bemessung und Konstruktion von Stahl- und Spannbetonkonstruktionen“, gewähltes Mitglied und deutscher Vertreter im europäischen Normungsgremium „Design of Concrete Structures“. Zusätzlich ist er Obmann in der europäischen Normungs-Arbeitsgruppe „Shear, Punching, Torsion“. Hegger ist Mitglied in acht verschiedenen Sachverständigenausschüssen des Deutschen Instituts für Bautechnik (DIBt), Vorstandsmitglied im Deutschen Ausschuss für Stahlbeton und er beteiligt sich in zwei Task-groups der International Federation for Structural Concrete fib. Darüber hinaus ist er Mitherausgeber des jährlich im Beuth-Verlag erscheinenden Handbuchs „Stahlbeton aktuell“ und der Fachzeitschrift „Der Bauingenieur“ des Springer-VDI-Verlags.
Seit 2005 ist Hegger Ordentliches Mitglied in der Nordrhein-Westfälischen Akademie der Wissenschaften und der Künste in der Klasse für Ingenieur- und Wirtschaftswissenschaften.

## Werke (Auswahl)
- Trianon Hochhaus, Frankfurt a. M., 1993
- Japan-Center, Frankfurt a. M., 1996
- Textilbetonbrücke, Albstadt[4], 2010
- Chio-Brücke, Aachen[5], 2012
- T3-Pavillon, Aachen[6][7], 2014
- Vorhangfassade, Neumarkt,[8] 2015

## Veröffentlichungen
- Kueres, Dominik; Ricker, Marcus; Hegger, Josef: Improved Shear Reinforcement for Footings - Punching Strength inside Shear-Reinforced Zone. In: ACI Structural Journal 114, 6/2017, S. 1445–1456, DOI:10.14359/51689499
- Kueres, Dominik; Siburg, Carsten; Herbrand, Martin; Claßen, Martin; Hegger, Josef: Uniform Design Method for punching shear in flat slabs and column bases. In: Engineering Structures 136, 2017, S. 149–164, DOI: 10.1016/j.engstruct.2016.12.064
- Teworte, Frederik; Herbrand, Martin; Hegger, Josef: Structural Assessment of Concrete Bridges in Germany - Shear Resistance under Static and Fatigue Loading. In: Structural Engineering International 25, 3/2015, S. 266–274, DOI:10.2749/101686615X14210663188411
- Scholzen, Alexander; Chudoba, Rostislav; Hegger, Josef: Thin-walled shell structures made of textile reinforced concrete (Part II): Experimental characterization, ultimate limit state assessment and numerical simulation. In: Structural Concrete 16, 1/2015, S. 115–124, DOI: 10.1002/suco.201400046
- Shams, Ali; Horstmann, Michael; Hegger, Josef: Experimental investigations on textile-reinforced concrete (TRC) sandwich sections. In: Composite Structures, 118/2014, S. 643–653, doi:10.1016/j.compstruct.2014.07.056
- Chudoba, Rostislav; van der Woerd, Jan; Hegger, Josef; Schmerl, Matthias: ORICRETE - Modeling support for design and manufacturing of folded concrete structures. In: Advances in engineering software. Barking: Elsevier Science Publ., 2013, online-publication. ISSN 0141-1195, 0965-9978
- Teworte, Frederik; Hegger, Josef: Querkraftermüdung von Spannbetonträgern ohne Querkraftbewehrung. In: Beton- und Stahlbetonbau 108, 1/2013, S. 34–46, DOI: 10.1002/best.201200057
- Hegger, Josef; Sherif, Alaa G.; Roeser, Wolfgang: Nonseismic design of beam-column joints. In: ACI Structural Journal, 100 (2003), No. 5, S. 654–664.
- Hegger, Josef; Sherif, Alaa G.; Görtz, Stephan: Investigation of pre- and postcracking shear behavior of prestressed concrete beams using innovative measuring techniques. In: ACI Structural Journal, 101 (2004), No. 2, S. 183–192.
- Hegger, Josef; Voss, Stefan: Investigations on the load-bearing behavior and application po-tential of textile reinforced concrete. In: Engineering Structures (30), Heft 7/2008, S. 2050–2056.